# 컴브리아어
컴브리아어(Cumbric)는 중세 초기에 잉글랜드 북부와 스코틀랜드 저지에 걸친 헨 오글레드 지역에서 쓰이던 브리튼어의 일종으로, 고대 웨일스어를 비롯한 다른 브리튼어군 언어들과 가까운 관계였다. 지명의 증거로 미루어보아 한때 펜들과 요크셔 데일스만큼 남쪽에서도 사용되었을 수도 있다. 주류설에 따르면 반독립적이던 스트라스클라이드 왕국(Strathclyde)이 스코틀랜드 왕국에 편입된 이후로 12세기경 사멸했을 것이다.
컴브리아어와 그 화자들을 부르던 *Cumbri라는 말은 웨일스인들의 자칭인 컴리(Cymry)와 같은 기원으로 추정되며, 아마 실제로 당시 웨일스인과 컴브리아인은 자신들을 같은 민족으로 여겼을 것이다. 고대 아일랜드인이나 노르드인들은 이들을 "브리튼인"이라고 불렀다. 이후 Cymry와 Cumbri라는 말은 라틴어로 캄브리아(Cambria)와 쿰브리아(Cumbria)로 변하였지만, 당시 기록에서도 종종 혼용되었다.

## 같이 보기
- 브리튼어군
- 컴브리아
- 스트라스클라이드 왕국
- 얀 탄 테스라